# Kanalik zbiorczy

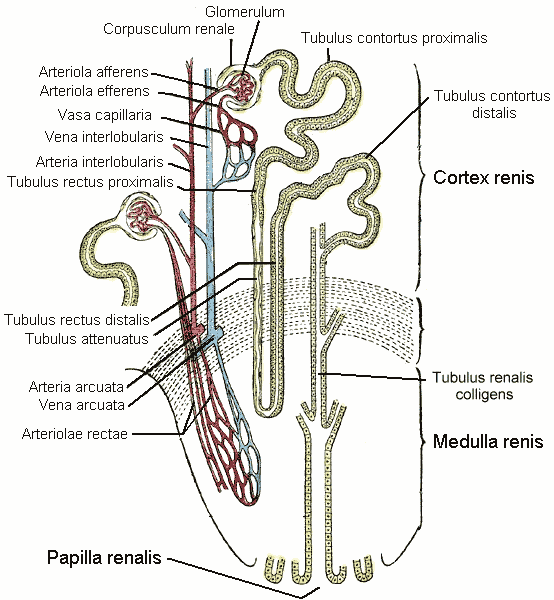
Schemat budowy nefronu z widocznym kanalikiem zbiorczym (Tubulus renalis arcuatus)

Kanalik zbiorczy (łac. tubulus renalis arcuatus) – wspólny dla kilku nefronów odcinek kanalika nerkowego, leżący między kanalikami dystalnymi nefronów a brodawką nerkową. W kanalikach zbiorczych następuje zbieranie moczu ostatecznego i kierowanie go do przewodów wyprowadzających mocz.